# ایرما آدلمن
ایرما گلیکمن آدلمن (۱۴ مارس ۱۹۳۰ — ۵ فوریه ۲۰۱۷) یک اقتصاددان رومانیایی-آمریکایی بود.

## ابتدای زندگی و تحصیلات
آدلمن در سال ۱۹۳۰ در شهر چرنیوتسی رومانی متولد شد. در سال ۱۹۳۹ برای فرار از دست رژیم نازی به همراه خانواده‌اش به فلسطین مهاجرت کرد و همانجا به تحصیل ادامه داد.
او در سال ۱۹۴۹، پس از اتمام دوره دبیرستان به آمریکا نقل مکان کرد و در دانشگاه کالیفرنیا، برکلی تحصیل کرد. او در سال ۱۹۵۰ مدرک لیسانس خود را در مدیریت بازرگانی، در سال ۱۹۵۱ کارشناسی ارشد خود را در اقتصاد و در سال ۱۹۵۵ مدرک دکترای خود را در اقتصاد دریافت کرد.

## زندگی حرفه‌ای و پژوهشی
آدلمن کار خود را با یک دوره دو ساله به عنوان مربی و استادیار در دانشگاه کالیفرنیا آغاز کرد. در سال تحصیلی ۱۹۵۸-۱۹۵۹، او استاد مدعو در کالج میلز بود. پس از آن، او استادیار دانشگاه استنفورد شد و تا سال ۱۹۶۲ در آنجا ماند. در آن سال، آدلمن به دانشگاه جانز هاپکینز نقل مکان کرد و تا سال ۱۹۶۵ در آنجا دانشیار بود سپس به دانشگاه نورث‌وسترن رفت. او نورث وسترن را در سال ۱۹۷۲ به مقصد دانشگاه مریلند ترک کرد و تا سال ۱۹۷۸ در آنجا ماند. سپس از سال ۱۹۷۹ تا زمان بازنشستگی خود در سال ۱۹۹۴ در بخش کشاورزی و اقتصاد منابع در دانشکده تحصیلات تکمیلی دانشگاه کالیفرنیا، برکلی، استاد بود.